# Hatzfeld (Eder)
Hatzfeld település Németországban, Hessen tartományban. Lakosainak száma 3000 fő (2023. december 31.).

## Népesség
A település népességének változása:
| Lakosok száma | 3029 | 3024 | 2939 | 2926 | 2963 | 3000 |
|               | 2015 | 2017 | 2019 | 2021 | 2022 | 2023 |